# 罗翔 (法律学者)
罗翔（1977年12月22日—），湖南耒阳人，中华人民共和国法律学者，中國共產黨黨員，网络红人，北京大学法学博士。现任中国政法大学刑法学教授，中国政法大学刑法学研究所所长，北京中凯律师事务所执业律师，厚大法考刑法主讲教师。其主要研究领域为刑法学、刑法哲学、经济刑法、性犯罪。在学校向本科生和研究生开设刑法总则、刑法分则、经济刑法、刑法研讨等多门课程。他在bilibili網站上擁有自己的頻道「罗翔说刑法」，粉絲數超過三千萬。

## 生平
1995年，罗翔进入中国青年政治学院学习，并于1999年获得法学学士学位。随后前往中国政法大学研究生院，于2002年获得刑法学硕士学位。2005年于北京大学法学院毕业，获得刑法学博士学位。
毕业后，罗翔回到中国政法大学执教，期间于2009年至2010年前往美国加州伯克利分校交流访问，2013年至2014年前往杜克大学访问。在校任职期间多次获得中国政法大学学生欢迎的十大教师称号，2018年入选法大首届研究生心目中的优秀导师。
罗翔曾参与中国司法部题库设计和供题，拥有十余年司考培训资历。
2020年初，因其《罗翔讲刑法》系列视频中讲解法考知识点时幽默风趣而网络爆红。同年3月9日，受邀请正式入驻B站，一天内站内粉丝数突破百万。2020年10月25日B站粉丝突破1千万，成为继老番茄后第二位粉丝破千万的up主。
2020年9月，宣布暂时停更微博。
在正式成为B站up主后，更新至今。
2024年4月，获山东大学聘为兼职教授。

## 学术作品

### 独著
- 《圆圈正义》[13]
- 《刑法学总论》[14]
- 《刑法中的同意制度》[15]
- 《冲出困境的罪刑法定原则》[16]
- 《中华刑罚发达史》[17]
- 《刑法学讲义》[18]

### 主要文章
1. 狂热的魔咒理性的自负——《自由·平等·博爱》读后及对刑法学研究方法的反思，《政法论坛》2018年第5期
2. 法益理论的检讨性反思——以敲诈勒索罪中的权利行使为切入，《中国刑事法杂志》2018年第2期
3. 论行政权对司法权的侵蚀——以刑事司法中行政鉴定的乱象为切入，《行政法学研究》2018年第1期
4. 犯罪构成与证明责任，《证据科学》2016年第4期
5. 论打击错误的处理原则——法定符合说之检讨，《暨南学报》2014年第8期
6. 结果无价值论之检讨，《法学杂志》2014年第2期
7. 论人道主义刑罚理论，《暨南学报》2013年第7期
8. 刑法第306条辨正，《政法论坛》2013年第3期
9. 从法益到风俗——性刑法的惩罚边界，《暨南学报》2012年第1期
10. 论对同意的认识错误——以性侵犯罪中的假想同意切入，《清华法学》2010年第1期
11. 论财产犯罪中对数额的认识错误，《法律适用》2009年第2期
12. 论欺诈型强奸，《中南大学学报》2007年第4期
13. 大陆与澳门罪刑法定原则之比较，《中南大学学报》2007年第2期
14. 论法条竞合的兜底作用，《法律适用》2006年第7期
15. 刑事一体化视野下的死刑复核制度，《中国司法》2006年第7期
16. 与精神病人发生性行为构成犯罪的惩罚原则，《人民司法》2006年第3期
17. 英国性犯罪视角中严格责任之考察，《比较法研究》2005年第3期
18. 吸收犯之再认识，《中国刑事法杂志》2003年第5期
19. 犯罪构成理论的创造性转换，《中国青年政治学院学报》2003年第3期
20. 法条竞合的另一种诠释，《刑法评论》第4卷
21. “疏忽强奸的一种论证：对男权主义强奸法的检讨性反思”，《刑事法评论》第15卷
22. “回溯与前瞻——女性性自治权的刑法保护”，《河北法学》2008年12期

另外罗翔还曾在光明日报、法制日报、人民法院报、澎湃新闻等处发表法律时评五十余篇。

## 综艺节目
- 2020年12月 《脱口秀反跨年》 嘉宾 腾讯视频、笑果文化出品[19][20]